# FC Wacker Halle
FC Wacker Halle (celým názvem: Hallescher Fußball-Club Wacker 1900 e.V.) byl německý fotbalový klub, který sídlil v sasko-anhaltském městě Halle. Založen byl v roce 1900. Zanikl po ukončení druhé světové války, poté co byla všechna dřívější sportovní sdružení v sovětské okupační zóně zrušena. Nepřímým nástupcem fotbalové činnosti ve městě se stalo mužstvo SG Halle-Glaucha (pozdější Turbine).
FC Wacker má na svém kontě dvě vítězství ve středoněmeckém mistrovství a jeden titul v Gaulize Mitte (jedna ze skupin tehdejší nejvyšší fotbalové soutěže).

## Získané trofeje
- Mitteldeutsche Fußballmeisterschaft ( 2× )
  - 1920/21, 1927/28
- Gauliga Mitte ( 1× )
  - 1933/34

## Umístění v jednotlivých sezonách
Stručný přehled
Zdroj: 
- 1933–1937: Gauliga Mitte
- 1937–1941: Bezirksliga Mitte
- 1941–1944: Gauliga Mitte

Jednotlivé ročníky
Zdroj: 
Legenda: Z – zápasy, V – výhry, R – remízy, P – porážky, VG – vstřelené góly, OG – obdržené góly, +/- – rozdíl skóre, B – body, červené podbarvení – sestup, zelené podbarvení – postup, fialové podbarvení – reorganizace, změna skupiny či soutěže
| Velkoněmecká říše (1933 – 1944) |                   |        |    |    |   |    |    |    |     |    |        |
| Sezóny                          | Liga              | Úroveň | Z  | V  | R | P  | VG | OG | +/- | B  | Pozice |
| 1933/34                         | Gauliga Mitte     | 1      | 18 | 11 | 4 | 3  | 55 | 21 | +34 | 26 | 1.     |
| 1934/35                         | Gauliga Mitte     | 1      | 18 | 9  | 5 | 4  | 37 | 25 | +12 | 23 | 2.     |
| 1935/36                         | Gauliga Mitte     | 1      | 18 | 6  | 4 | 8  | 38 | 30 | +8  | 16 | 7.     |
| 1936/37                         | Gauliga Mitte     | 1      | 18 | 4  | 2 | 12 | 21 | 42 | -21 | 10 | 9.     |
| 1937/38                         | Bezirksliga Mitte | 2      | …  | …  | … | …  | …  | …  | …   | …  |        |
| 1938/39                         | Bezirksliga Mitte | 2      | …  | …  | … | …  | …  | …  | …   | …  |        |
| 1939/40                         | Bezirksliga Mitte | 2      | …  | …  | … | …  | …  | …  | …   | …  |        |
| 1940/41                         | Bezirksliga Mitte | 2      | …  | …  | … | …  | …  | …  | …   | …  |        |
| 1941/42                         | Gauliga Mitte     | 1      | 18 | 10 | 3 | 5  | 49 | 28 | +21 | 23 | 3.     |
| 1942/43                         | Gauliga Mitte     | 1      | 18 | 9  | 2 | 7  | 44 | 46 | -2  | 20 | 3.     |
| 1943/44                         | Gauliga Mitte     | 1      | 18 | 5  | 2 | 11 | 30 | 56 | -26 | 12 | 9.     |